# Beate Morgenstern
Beate Morgenstern (* 15. April 1946 in Cuxhaven) ist eine deutsche Schriftstellerin.

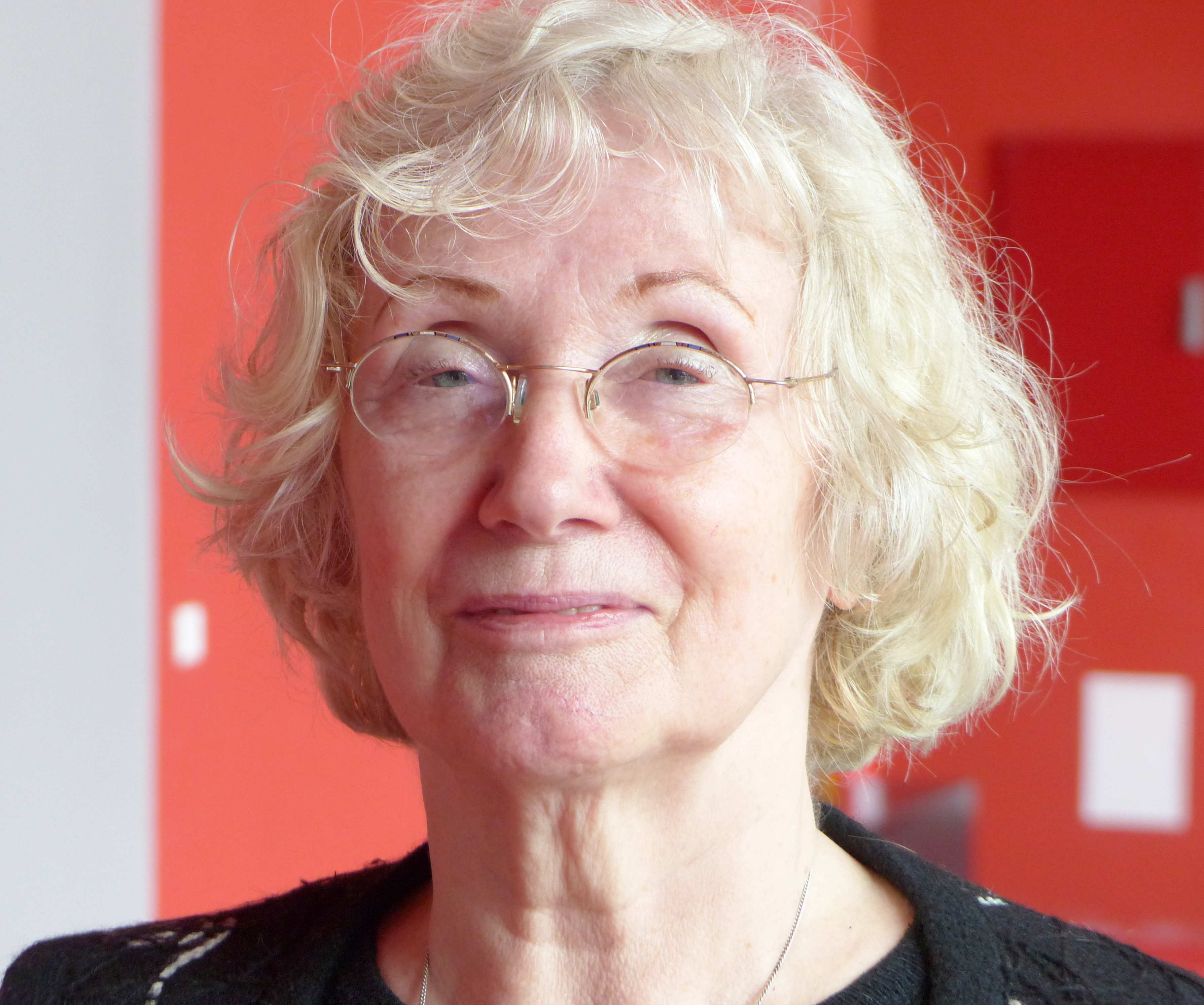
Beate Morgenstern (2017)

## Leben
Beate Morgenstern entstammt einer pietistischen Familie und wuchs in Herrnhut/Oberlausitz und in Halle (Saale) auf. Ihr Studium der Germanistik und Kunsterziehung an der Humboldt-Universität in
Ost-Berlin schloss sie mit dem Staatsexamen ab. Anschließend arbeitete sie als Buchhändlerin und von 1970 bis 1978 als Bildredakteurin bei der DDR-Nachrichtenagentur ADN. Nach einem Volontariat in der Kulturabteilung eines Berliner Großbetriebs ist sie seit 1978 freie Schriftstellerin. Sie ist Verfasserin von Romanen, Erzählungen und Theaterstücken.
Beate Morgenstern war seit 1980 Mitglied des Schriftstellerverbandes der DDR; seit 1991 gehört sie dem Verband Deutscher Schriftsteller, heute in ver.di, an, von 1991 bis 1994 als Mitglied des Bundesvorstandes. Seit 1998 ist sie außerdem Mitglied des PEN-Zentrums Deutschland.

## Auszeichnungen
- 1989 Literaturpreis der Stadt Berlin

## Werke
- Jenseits der Allee, Berlin [u. a.] 1979
- Nest im Kopf, Berlin [u. a.] 1988
- Huckepack, Rostock 1995
- Küsse für Butzemännchen, Rostock 1995